# Distretto direttivo di Chemnitz
Il distretto direttivo di Chemnitz (in tedesco Direktionsbezirk Chemnitz) era uno dei tre distretti direttivi della Sassonia, Germania, situato nel sudovest dello stato federato.

## Storia
Venne creato con la riforma amministrativa della Sassonia del 1º agosto 2008, succedendo al vecchio distretto governativo di Chemnitz, di cui mantenne il medesimo territorio e capoluogo.
Venne soppresso nel 2012.

## Suddivisione
Il distretto direttivo di Chemnitz comprendeva due circondari (Landkreis) e una città non appartenente ad alcun circondario (Kreisfreie Stadt):
- circondari
  - Erzgebirgskreis
  - Sassonia Centrale (Mittelsachsen)
  - Vogtlandkreis
  - Zwickau
- città
  - Chemnitz